# Massacre de Biak
La massacre de Biak (indonesi: Pembantaian Biak) va consistir en l'assassinat de manifestants independentistes de Papua Occidental a l'illa de Biak el 1998.

## Fets
El matí del 2 de juliol del 1998, uns civils desarmats, d'entre els quals el candidat al Premi Nobel de la Pau i pres polític Filep Karma, van aixecar en una torre d'aigua de Biak la bandera de l'estel de l'alba, que tota sola simbolitza l'independentisme a Papua Occidental, i van rebre dotzenes d'assistents apel·lats per la demostració. La tarda d'aquell mateix dia, la policia i l'exèrcit d'Indonèsia van disparar gas lacrimogen als que s'havien reunit allà per a provar de dispersar la multitud, però no hi van reeixir. Així doncs, es va produir un enfrontament que va durar diversos dies, fins al matí del 6 de juliol, quan les forces de seguretat indonèsies van envoltar i disparar la gentada.
Segons Elsham Papua, una organització local de defensa dels drets humans, van ser assassinades 8 persones i es van trobar 32 cossos més a la zona en els dies següents. En canvi, el Moviment Papua Lliure va afirmar que unes 150 persones van ser mortes aquell dia. A més, segons els testimonis, també hi va haver nombroses detencions dels implicats en la protesta.
Fins ara, ningú ha estat acusat dels assassinats i la massacre no ha estat reconeguda oficialment. No hi ha hagut cap mena d'investigació governamental ni internacional entorn d'aquests fets.

## Reacció
El 2013, pel 15è aniversari de la massacre, es va celebrar a la Universitat de Sydney el Tribunal Ciutadà de la Massacre de Biak amb els juristes Keith Suter i John Dowd com a advocats i l'assistent Nicholas Cowdery. En la declaració final, Cowdery va afirmar: «Els fets del matí del 6 de juliol no van ser en cap cas violència espontània, sinó que van arribar després de dies de reflexió exhaustiva per part de les autoritats sobre el que passava i com es podria abordar.»
El 2023, els Verds Australians van aprofitar la visita del president indonesi Joko Widodo a Austràlia per a posar l'atenció mediàtica en la massacre de Biak. En concret, el senador Jordan Steele-John va asseverar: «El govern i els responsables de l'ADF han de assenyalats per amagar la veritat sobre la massacre de Biak».
El 2024, per l'aniversari de la massacre, els partidaris de la independència de Papua Occidental van onejar la bandera de l'estel de l'alba al consolat d'Indonèsia a Sydney.